# Ein Heim für Tiere
Ein Heim für Tiere ist eine 80-teilige Fernsehserie, die von 1985 bis 1992 im Vorabendprogramm des ZDF ausgestrahlt wurde. Die Folgen dauerten jeweils 45 Minuten. Die erste Sendung startete am 23. Januar 1985, der letzte Teil wurde am 19. März 1992 gezeigt.

## Inhalt
Die Serie handelt von einer Tierarztpraxis auf einem Bauernhof in der Stadt Adelsheim, wo Dr. Willi Bayer, gespielt von Siegfried Wischnewski mit seiner Tochter Lisa (Marion Kracht) und vielen herrenlosen Haus- und Wildtieren lebt. Der Tierarzt fährt am liebsten mit einer Kutsche durch die Stadt, gezogen von seinem Pony Blondie. Als Assistent des Arztes fungiert Dr. Horst Nenner (Michael Lesch). Später zieht in den Haushalt noch die Schwester des Arztes Martha (Angela Pschigode) ein, die dann den Haushalt übernimmt.
In den einzelnen Episoden geht es stets um die Leiden der Tiere und deren Behandlung innerhalb des Hofes, zum anderen um die Haustiere der Dorfbewohner. Neben der Episodenhandlung spielen sich unter anderem noch folgende Handlungsstränge ab:
- Willi freundet sich mit der Ärztin Ingrid Probst (Loni von Friedl) an.
- Lisa und Horst heiraten und lassen sich später scheiden.
- Alwin Bunte (Kurt Schmidtchen) liebt Martha vergebens.
- Lisa erleidet einen Autounfall und erholt sich in Kanada.
- Willi kann wegen eines Herzinfarkts die Praxis nicht länger betreiben. Willis und Marthas Bruder Dr. Hannes Bayer (Hans Heinz Moser) übernimmt mit neuer Arzthelferin Stefanie Sommer (Bettina Spier).
- Der befreundete Dr. Erich Dinter (Tobias Meister) heiratet die Sprechstundenhilfe Stefanie.
- Christina Dudek (Kristina Böhm) wird neue Sprechstundenhilfe, verlässt später die Praxis und wird durch Sabine Kupfer (Jeannine Burch) ersetzt.
- Gudrun Reichert (Eleonore Weisgerber) zieht mit ihrer zehnjährigen Tochter Claudia (Sabine Pfeifer) ins Nachbarhaus und avanciert zur neuen Freundin des Tierarztes[1].

## Produktion
Der Erstautor dieser als Familienserie konzipierten Produktion war Ted Willis. Später schrieben auch Inge Dorska, Jochen Wedegärtner, Anita Mally, Gerd Oelschlegel und Alexander Rentsch, der auch die Romane zur Serie schrieb, an den Folgen.
Als Regisseure zeichneten Kai Borsche, Werner Dauth, Rainer Klingenfuss, Thomas Nikel und Sigi Rothemund verantwortlich.
Unter dem Titel The Adventures of Dr. Bayer wurde die Serie teilweise auch in den USA und unter L’ami des bêtes in Frankreich ausgestrahlt.

## Folgen der acht Staffeln

### 1. Staffel
1. Mikki
2. Mohrle
3. Komet
4. Caesar
5. Ally
6. Erna
7. Aki
8. Rudi
9. Rikki
10. Hasso

### 2. Staffel
1. Mein Hund, mein Freund
2. Esel Egon
3. Ein Schock für Willi
4. Martha und Co.
5. Trauriger Sonntag
6. Ein relativ kleines Unglück
7. Dr. Bayers Geheimnis
8. Angst um Lilli Blue
9. Rex braucht sie
10. Ein Unglück kommt selten allein

### 3. Staffel
1. Das Geheimnis des Waldes
2. Der Umzug
3. Um Haaresbreite
4. Der Affe Benjamin
5. Danke, Caruso
6. Die Katzenmutter
7. Arco in Gefahr
8. Muß Sascha sterben?
9. Neue Freunde
10. Das Wildschwein

### 4. Staffel
1. Teure Tauben
2. Ronny, der Ausreißer
3. Samson und Susi
4. Lauter Notfälle
5. Die vierbeinige Rivalin
6. Toni und das Zicklein
7. Timmi und der Igel
8. Alles wegen Dackel Anton
9. Ein schlauer Hund
10. Franziska, das Trüffelschwein

### 5. Staffel
1. Das geteilte Peterle
2. Der Sonntagsjäger
3. Richie und Robby
4. Peggys Double
5. Sebastian und der Schwan
6. Max, der Marder
7. Wilddiebe
8. Schütze und Fisch
9. Wie Hund und Katz
10. Tante Martha und der kleine Elefant

### 6. Staffel
1. Tiere spüren so was
2. Der geflügelte Wachhund
3. Was ist los mit Ira?
4. Herrenlos
5. Julias Hund
6. Beelzebub
7. Der doppelte Lucky
8. Frau Stenzels Testament
9. Die Frösche und der Komponist
10. Der Rabe und das Äffchen

### 7. Staffel
1. Die neue Nachbarin
2. Limbo und das Kätzchen
3. Shiran, der Pfau
4. Falscher Hund
5. Ein Rabe in Trauer
6. Spatzi, das Hängebauchschwein
7. Strandgut
8. Wenn Hunde reden könnten
9. Ein Vogel zuviel
10. Untreue

### 8. Staffel
1. Limbo ist der Beste
2. Die Promenadenmischung
3. Der Frischling
4. Ansteckungsgefahr
5. Das Rehkitz
6. Das Geburtstagstier
7. Samtpfötchen
8. Star und Staren
9. Rabauke im Seidenfellchen
10. Das Tierheim streikt

## Trivia
Die in der Serie verwendeten Autos hatten das fiktive Kennzeichen AD für Adelsheim, obwohl Adelsheim eigentlich das Kfz-Kennzeichen für Mosbach (MOS, BCH) führt.
Die in den späteren Staffeln gezeigte Villa wurde später auch als Tierarztpraxis in Unser Charly genutzt.